# Distretto di Wujin
Il distretto di Wujin (武进区S, Wǔjìn QūP) è un distretto della Cina, situato nella provincia di Jiangsu e amministrato dalla prefettura di Changzhou.